# ナイブズ・アウト: グラス・オニオン
『ナイブズ・アウト: グラス・オニオン』（原題：Glass Onion: A Knives Out Mystery）は、アメリカ合衆国のミステリ映画。『ナイブズ・アウト/名探偵と刃の館の秘密』（2019年）の続編であり、ライアン・ジョンソンが監督・脚本を務め、ダニエル・クレイグが名探偵ブノワ・ブラン役で主役を演じる。
本作に出演したスティーヴン・ソンドハイムとアンジェラ・ランズベリーにとっては、今作が遺作となった。

## ストーリー
2020年、世界がパンデミックに襲われロックダウンが相次ぐ中、億万長者のマイルズ・ブロンは、ギリシャにあるプライベート・アイランドに友人たちを招待し、そこで殺人ミステリーゲームを開催する。
招待したはずのない名探偵のブノワ・ブランも招かれたと言って現れて、ゲームに参加するが、やがて殺人が起こり、事件に巻き込まれることになる。

## キャスト
ブノワ・ブラン
演 - ダニエル・クレイグ、日本語吹替 - 藤真秀
世界一の名探偵。ヘレン・ブランドの姉の殺害を調査するために彼女に雇われる。
マイルズ・ブロン
演 - エドワード・ノートン、日本語吹替 - 宮本充
巨大ハイテク企業アルファ社の創業者にして億万長者。親友たちを“破壊者”と表現し、自らの殺人を皆に推理させる「マーダー・ミステリー・パーティー」に招待する。1週間後には、海水から抽出可能な新固形水素燃料“Klear”の発表が控えている。「グラス・オニオン」は若い頃にたまり場としていたバーの名前で、そこでアルファ社のアイデアが生まれた。
カサンドラ・“アンディ”・ブランド
演 - ジャネール・モネイ、日本語吹替 - 佐古真弓
テクノロジー起業家でありマイルズと共にアルファ社を創業した元ビジネスパートナー。マイルズに対して裁判を起こして、紙ナプキンに書かれたアイデアの知的所有権を争った。
ヘレン・ブランド 　
演 - ジャネール・モネイ、日本語吹替 - 佐古真弓
アンディの双子の姉妹。アラバマに住む小学校教師。マイルズたちを“クソ頭”と罵る。ブノワに殺人の真相を探るように依頼する。
クレア・デベラ
演 - キャスリン・ハーン、日本語吹替 - 藤本喜久子
上院議員に立候補しているコネチカット州知事。普通の主婦でありながら既存政治に囚われずに州知事になった。マイルズから援助を受けていて、新固形水素燃料に関わる発電所の事業計画を認可した。10年ほど前は、市議会落選直後でアンディの親友。
ライオネル・トゥーサン
演 - レスリー・オドム・Jr、日本語吹替 - 福田賢二
科学界の因習にこだわることなく、トップへと上り詰めた科学者。マイルズの部下で、新固形水素燃料を有人ロケットに使う許可を出した。10年ほど前は、代替教員。
バーディー・ジェイ
演 - ケイト・ハドソン、日本語吹替 - 園崎未恵
元ファッションアイコンで、元“シー・シー”誌の最年少編集長。遠慮なく何事もストレートに言う性格。ビヨンセをトリビュートしたハロウィーンの衣装が炎上し、自粛する羽目になるが、自粛中に高級ジャージ“スウィーティー・パンツ”を発売し、それがパンデミックによるロックダウン期間と相まって、大儲けした。マイルズが“スウィーティー・パンツ”に投資した。10年ほど前は、落ち目のモデルでアンディの親友。
デューク・コーディ
演 - デイヴ・バウティスタ、日本語吹替 - 楠大典
かつてTwitch初の100万フォロワーを抱えていたインフルエンサーであり、男性の権利活動家。常に銃を携帯している。少年にサイの角が入った精力剤を販売したことで、Twitchから垢バンされ、マイルズの支援を受けて、Youtube配信へと活躍の場を移した。10年ほど前は、Eスポーツをやっていたオタクでアンディの親友。
ペグ
演 - ジェシカ・ヘンウィック、日本語吹替 - 田村睦心
10年もバーディーに付き従うアシスタント。“スウィーティー・パンツ”の製造拠点であるバングラデシュの件について劣悪環境に関するバーディの責任の声明発表をマイルズから迫られている。
ウィスキー
演 - マデリン・クライン、日本語吹替 - 熊谷海麗
デュークの年下のガールフレンドでチャンネルのアシスタント。知名度アップのために、デュークの配信に参加しているが、将来的には公職に就くことを目指している。島に招かれたのは2度目。デュークをマイルズのアルファニュースに出演させたいと願っている。
デロル
演 - ノア・セガン、日本語吹替 - 佐々健太
マイルズの島に入り浸る人物。
マー
演 - ジャッキー・ホフマン
デュークの母。
デヴォン・デベラ
演 - ダラス・ロバーツ
クレアの夫。
有能な部下
演 - イーサン・ホーク、日本語吹替 - 咲野俊介
マイルズのアシスタント。
フィリップ
演 - ヒュー・グラント、日本語吹替 - 森田順平
ブノワの夫。
スティーヴン・ソンドハイム
演 - 本人
アンジェラ・ランズベリー
演 - 本人
ナターシャ・リオン
演 - 本人、日本語吹替 - 清水はる香
カリーム・アブドゥル＝ジャバー
演 - 本人
ブノワとリモートでAmong Usをプレイしていた。
セリーナ・ウィリアムズ
演 - 本人
マイルズの島にあるジムのフィットネストレーナー。
ヨーヨー・マ
演 - 本人、日本語吹替 - 森田順平
バーディーのパーティの参加者。
島の時報
声 - ジョセフ・ゴードン＝レヴィット（カメオ出演）
その他のキャスト：村松恭子、松川裕輝、桜岡あつこ、及川いぞう、宮崎貴宣

### 日本語吹替版
- スタジオ：ACクリエイト
- 演出：カーフット善
- 翻訳：荒木小織
- 調整：猪本純
- 録音：浅川祥幸、金子諒
- 制作進行：武藤隼、宮野安由美

### 日本語字幕
- 風間綾平

## 製作
2021年6月28日、ギリシャで主な撮影が始まった。

## 公開・マーケティング
2022年10月、Netflixでの配信に先駆けて、本作品をアメリカの大手映画館チェーンであるAMCとリーガルシネマ、シネマークの約600館にて、感謝祭の連休期間（同年11月23日から同月29日）に期間限定の劇場公開を行うことで合意した。Netflixの作品が同サービスでの配信前にアメリカの3大映画館チェーンで同時上映されるのは史上初めてとなる。